# الجسور العشرة
جسر الأقواس العشرة (بالإنجليزية: Ten Arches bridge) هو جسر قوسي أثري ذو عشرة قناطر، يعود تاريخه إلى الحقبة العثمانية في الأردن. يقع في منطقة القويسمة  في وادي الرمم، جنوب شرق مدينة عمّان. أنشأه الأتراك عام 1903 في عهد السلطان عبد الحميد الثاني، ليمر عبره الخط الحديدي الحجازي الذي ربط دمشق بالمدينة المنورة مرورا بالمدن الأردنية. ولم يطرأ أي تغيير يذكر على الجسور العشرة سوى تعبيد الطريق أسفلها. وعلى الرغم من اسمه "الجسور العشرة، إلا أنه جسر واحد؛ أما دلالة الرقم "عشرة" فهو عدد القناطر العلوية العشرة (الأقواس ) التي تُزين هذا الجسر الحجري. أصبح هذا الجسر معلماً أثرياً من معالم مدينة عمّان، ما زال صالحاً لمرور القطارات من فوقه.

## القناطر
القناطر تعتبر تحفة معمارية غاية في الدقة والانتظام، حيث تتجلى الهندسة في بناء الاقواس «القناطر» من طابقين اثنين.  ويشمل الطابق الأول ممرا للمشاة وأماكن لتصريف قنوات المياه وانسيابها أما الطابق الثاني فهو مخصص لسير القطار

## وصلات خارجية
- الجسور العشرة على ويكي مابيا
- قنطرة الأقواس العشرة العثمانية على Flickr
- تقرير حول الجسور العشرة
- تقرير حول الجسور العشرة - صحيف الرأي